# Eisuke Watanabe
Eisuke Watanabe (japanisch 渡邉 英祐 Watanabe Eisuke; * 3. November 1999 in der Präfektur Osaka) ist ein japanischer Fußballspieler.

## Karriere
Eisuke Watanabe erlernte das Fußballspielen in der Schulmannschaft der Konko Osaka High School sowie in der Universitätsmannschaft der Kwansei-Gakuin-Universität. Seinen ersten Profivertrag unterschrieb er am 1. Februar 2022 beim Kagoshima United FC. Der Verein aus Kagoshima, einer Stadt in der gleichnamigen Präfektur Kagoshima, spielt in der dritten japanischen Liga. Sein Drittligadebüt gab Eisuke Watanabe am 13. März 2022 (1. Spieltag) im Heimspiel gegen den Iwaki FC. Hier wurde er in der 51. Minute für Kōta Hoshi eingewechselt. Das Spiel endete 1:1. Am Ende der Saison 2023 wurde er mit Kagoshima Vizemeister und stieg somit in die zweite Liga auf. Am Ende der Saison 2024 belegte er mit Kagoshima den 19. Tabellenplatz und musste somit in die dritte Liga absteigen.

## Erfolge
Kagoshima United FC
- Japanischer Drittligavizemeister: 2023  ▲